# 三上萌々
三上 萌々（みかみ もも、1995年8月15日 - ）は、日本のフリーアナウンサー。セント・フォース所属。

## 来歴
千葉県佐倉市出身。東京都立青山高等学校、慶應義塾大学理工学部応用科学科卒業。大学在学時には週6日間毎日研究室に通い詰める一方で、大学公認のストリートダンスサークルにも所属して日夜ダンスに明け暮れていた。
大学卒業後には東京海上日動火災保険に入社したが、保険金の査定と支払いのために被災地へ向かう業務と令和に入ってからのコロナ禍が自らの職業選択について改めて考えるきっかけとなり、アナウンサーへの道を志す。
2021年3月にテレビ高知 (KUTV) に入社し、同期の平賀吏桜とともに同局のアナウンサーになる。そして同年5月7日、TBS『金曜ドラマ』の直後に放送される『KUTVニュース』で初鳴きを果たした。
2023年にテレビ高知を退社し、同年8月からTBS NEWSのキャスターを務めている。

## 担当番組
- ももリオ（テレビ高知、2021年10月[7] - 2022年6月[8]）
- からふる（テレビ高知、2022年3月 - 2023年[5]） - MC[1]、不定期で各コーナーのリポーター[9][10]、サッカーコーナー担当[1]
- TBS NEWS放送番組（2023年8月 - ）
- JNNふるさと紀行（BS-TBS） - リポーター[1]